# Marie-Hélène Lefaucheux
Marie-Hélène Lefaucheux, född Postel-Vinay 1904, död 1964, var en fransk feminist och människorättsaktivist. 
Hon var en av de första kvinnor som accepterades som studenter vid Ecole des Sciences Politiques. Hon gifte sig med industrialisten och advokaten Pierre Lefaucheux. 
Under andra världskriget var hon verksam inom de franska motståndsrörelsen. 
Hon var parlamentsledamot 1946–1946 och senator 1946–1947. Hon blev 1947 en av Frankrikes delegater till FN, där hon var en av grundarna till United Nations Commission on the Status of Women, och var dess ordförande 1947–1953. 
Hon var ordförande för Conseil national des femmes françaises 1954–1964, ordförande för International Council of Women 1957–1963. 